# Cruzeiro real
Le cruzeiro real (CR$) est la monnaie du Brésil du 1er août 1993 au 30 juin 1994, date à laquelle il est remplacé par le real comme monnaie officielle brésilienne.

## Contexte
Les taux d'inflation élevés qui marquent la période du troisième cruzeiro entre 1990 et 1993 conduisent à exprimer les prix des biens de consommation courante en milliers de cruzeiros et à calculer les salaires en millions de cruzeiros. Cela conduit le gouvernement d'Itamar Franco à promulguer, le 28 juillet 1993, la mesure provisoire 336, convertie plus tard le 27 août en loi 8697, qui crée le cruzeiro real, équivalent à mille ancien cruzeiros. Bien qu'il y ait un projet de création de centavos dans la mesure provisoire, aucune pièce de monnaie ayant une valeur en centavos n'est émise. Les billets et pièces du cruzeiro précédent alors en circulation à un taux de 10 « cruzeiros » par centavo sont considérés comme des centavos pour des montants inférieurs à 1 000 cruzeiros[Lesquels ?].

## Billets
Les premiers billets sont ceux de 50 000, 100 000 et 500 000 cruzeiros reais. Les billets suivants, notamment de 1 000 et 5 000 cruzeiros reais, sont ensuite mis en circulation entre 1993 et 1994.

Le billet de 10 000 cruzeiros est approuvé, mais n'est jamais mis en circulation, en raison de la mise en œuvre imminente du Plano Real.

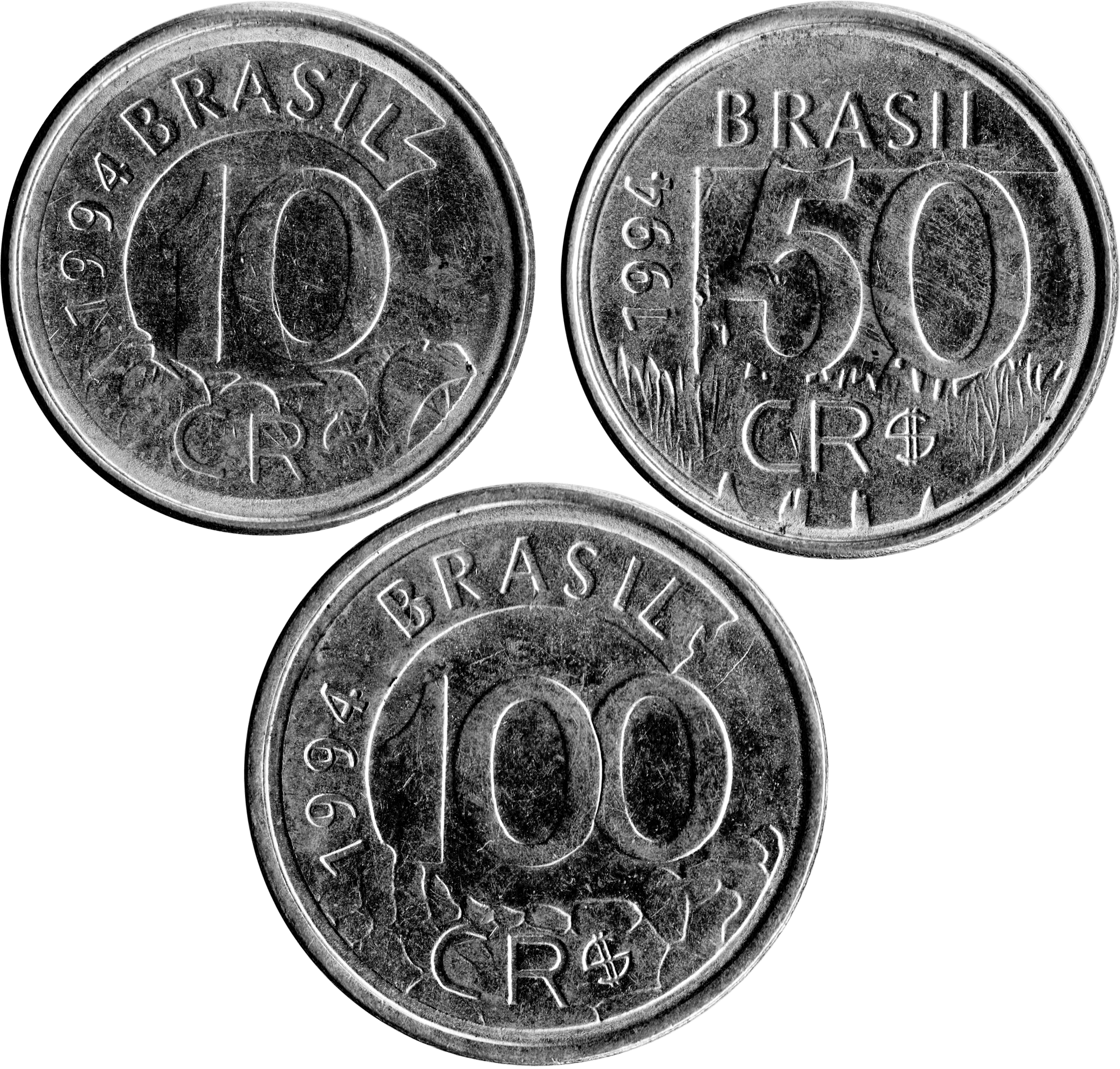
Pièces de 10, 50 et 100 CR$.

## Pièces
Pour remplacer les anciens billets de l'ancienne monnaie, les pièces de 5 et 10 cruzeiros reais sont initialement émises, suivies plus tard par celles de 50 et 100 cruzeiros reais.
Le nom « cruzeiro real » n'apparaît plus sur les pièces, il est remplacé par le symbole CR$. Sur l'avers (ou « faces »), les pièces présentent des images d'animaux en voie de disparition, similaires aux pièces de 100, 500 et 1 000 anciens cruzeiros.

## Retrait
En 1994, tous les billets et pièces en cruzeiro real sont retirés de la circulation au profit des nouveaux billets en réal, entrés en circulation le 1er juillet de la même année. Les billets et pièces en cruzeiro réal, ainsi qu'une grande partie de la monnaie cruzeiro encore en circulation, la monnaie qui le précède, perdent leur cours légal le 15 septembre 1994.